# Оренбургская епархия
Оренбу́ргская епархия — епархия Русской Православной Церкви, объединяющая приходы и монастыри в средней части Оренбургской области (в границах Абдулинского, Акбулакского, Александровского, Беляевского, Матвеевского, Новосергиевского, Октябрьского, Оренбургского, Переволоцкого, Пономаревского, Сакмарского, Саракташского, Соль-Илекского, Тюльганского и Шарлыкского районов). Входит в состав Оренбургской митрополии.

## История
Оренбургская епархия образована 16 октября 1799 года. Выделена из Казанской и (частью) Вятской епархий.
Первоначально кафедра находилась в Уфе. С 21 марта 1859 года разделена на две самостоятельные епархии: Оренбургскую и отделённую от неё Уфимскую.
В 1860 году было открыто Оренбургское Духовное училище, в 1884 году — Оренбургская Духовная семинария, в 1889 году — Оренбургское епархиальное женское училище. В 1895 году был построен и освящён Оренбургский Казанский кафедральный собор — четвёртый в России по величине.
Как пишет Олег Бедула:

На Пасху 1930 года над Оренбургом ещё стоял колокольный звон. А уже осенью колокола начали снимать. Маленькие и средние разбивали на месте, большие увозили. Закрыли женский монастырь, церкви на военном и старом кладбищах, при кадетских корпусах. Вскоре замки появились на Казанском кафедральном соборе, Петропавловском, Серафимовском, Введенском храмах… К 1935 году из двадцати двух оренбургских церквей оставались действующими четыре — Никольская и три обновленческих, а к 1935-му лишь одна — Димитриевская. Правый придел и центр храма принадлежал обновленцам, левый — староцерковникам или, как их стали называть, тихоновцам.

С установлением советской власти государство взяло резкий курс на уничтожение Церкви. Согласно отчёту Уполномоченного по делам Русской Православной Церкви Чкаловской области, в начале 1944 года в области не осталось ни одной действующей церкви. Однако среди населения области было видимо очень много верующих. Например, на Пасху в 1939 году в областном центре практически встал паровозоремонтный завод; на Киевском руднике работа была вовсе прекращена. Уцелевшие духовные лица продолжали служить в подполье. Например, монахини закрытых монастырей продолжали служить, проживая в частном секторе и на квартирах.
К концу Великой Отечественной войны сталинское правительство позволило открыть несколько храмов. В 1947 году в епархии была открыта свечная мастерская. Она активно работала — например, за 1959 год ей было выпущено 10,4 тонны свечей, из которых 5,4 тонны реализовано в оренбургских приходах, а часть отправлена в другие епархии (например, в Челябинскую и Ивановскую).
В период хрущевской антирелигиозной кампании епархия сильно пострадала. В январе 1959 года был снят с должности оренбургский Уполномоченный по делам РПЦ А. Н. Березин (занимал этот пост с октября 1948 года) и вскоре был осужден на три года лишения свободы с конфискацией имущества «за взятки от духовенства». Ряд храмов был закрыт, а число священников в епархии сократилось в 1959—1964 годах с 62 до 27.
5 октября 2011 года из состава Оренбургской епархии были выделены Бузулукская и Орская епархии. 6 октября 2011 года в пределах Оренбургской области была образована Оренбургская митрополия, включающая в себя Бузулукскую, Оренбургскую и Орскую епархии.

## Названия
- 16 октября 1799 — 21 марта 1859 - Оренбургская и Уфимская
- 21 марта 1859 — 26 ноября 1903 - Оренбургская
- 26 ноября 1903 — 7 ноября 1908 - Оренбургская и Уральская
- 7 ноября 1908 — около 1920 - Оренбургская и Тургайская
- около 1920 — после 1939 - Оренбургская
- после 1939 — июль 1945 - Чкаловская
- июль 1945 — 7 декабря 1957 - Чкаловская и Бузулукская
- 7 декабря 1957 — 5 октября 2011 - Оренбургская и Бузулукская
- с 5 октября 2011 - Оренбургская

## Правящие архиереи
- 13 ноября 1799 — 25 мая 1806 — Амвросий (Келембет)
- 10 июня 1806 — 6 января 1819 — Августин (Сахаров)
- 23 марта 1819 — 19 мая 1823 — Феофил (Татарский)
- 17 июня 1823 — 1 декабря 1828 — Амвросий (Морев)
- 8 декабря 1828 — 8 августа 1831 — Аркадий (Фёдоров)
- 27 сентября 1831 — 30 октября 1835 — Михаил (Добров)
- 16 ноября 1835 — 20 ноября 1849 — Иоанникий (Образцов)
- 20 ноября 1849 — 27 августа 1853 — Иосиф (Богословский)
- 27 августа 1853 — 17 марта 1858 — Антоний (Шокотов)
- 15 июня 1858 — 17 марта 1862 — Антоний (Радонежский)
- 19 марта 1862 — 11 мая 1866 — Варлаам (Денисов)
- 9 ноября 1866 — 23 мая 1879 — Митрофан (Вицинский)
- 23 мая 1879 — 5 апреля 1882 — Вениамин (Быковский)
- 5 апреля 1882 — 1 мая 1886 — Вениамин (Смирнов)
- 21 мая 1886 — 22 октября 1895 — Макарий (Троицкий)
- 22 октября 1895 — 29 октября 1896 — Николай (Адоратский)
- 15 ноября — 5 декабря 1896 — Тихон (Клитин)
- 22 декабря 1896 — 26 ноября 1903 — Владимир (Соколовский-Автономов)
- 26 ноября 1903 — 13 августа 1910 — Иоаким (Левицкий)
- 13 августа 1910 — 26 июля 1914 — Феодосий (Олтаржевский)
- 30 июля 1914 — 1920 — Мефодий (Герасимов)
- 1 марта 1920 — конец 1923 — Аристарх (Николаевский)
- 31 июля 1924 — 2 января 1928 — Иаков (Маскаев)
- декабрь 1927 — 29 ноября 1928 — Дионисий (Прозоровский)
- 29 ноября 1928 — 30 декабря 1931 — Павел (Введенский)
- 30 декабря 1931 — 8 октября 1936 — Арсений (Соколовский)
- 23 мая — 10 октября 1937 — Варлаам (Козуля)
  - 1937—1945 — кафедра вдовствовала
- 14 февраля 1945 — 5 сентября 1948 — Мануил (Лемешевский)
- 4 марта 1949 — 26 сентября 1950 — Борис (Вик)
- 31 октября 1950 — 16 ноября 1953 — Варсонофий (Гриневич)
- 4 декабря 1953 — 23 ноября 1960 — Михаил (Воскресенский)
- 31 мая 1960 — 14 мая 1963 — Палладий (Каминский)
- 14 мая 1963 — 24 января 1999 — Леонтий (Бондарь)
- 24 января — 19 июля 1999 — Сергий (Полеткин) в/у, архиеп. Самарский
- 19 июля 1999 — 22 октября 2015 — Валентин (Мищук)
- 22 октября 2015 — 6 сентября 2023 — Вениамин (Зарицкий)
  - 2 декабря 2020 — 20 апреля 2022 — Никон (Васюков) в/у, митр. Уфимский
  - 6 сентября 2023 — 27 декабря 2023 —  Кирилл (Наконечный) в/у, митр. Казанский
- с 27 декабря 2023 ― Петр (Мансуров)

## Благочиния
Епархия разделена на 19 церковных округов:
- Абдулинское благочиние — иерей Николай Савенков
- Акбулакское благочиние — иерей Вадим Татусь
- Беляевское благочиние — иерей Андрей Скворцов
- Благочиние монастырей — игумен Варнава (Соколов)
- Городищенское благочиние — протоиерей Дионисий Волков
- Иоанно-Предтеченское благочиние Оренбурга
- Казанское благочиние Оренбурга — иерей Павел Ильенко
- Матвеевское благочиние — иерей Николай Савенков
- Никольское благочиние Оренбурга — протоиерей Димитрий Сурай
- Новосергиевское благочиние — иерей Алексий Долгалёв
- Переволоцкое благочиние — протоиерей Артемий Шатов
- Пономарёвское благочиние — иерей Сергий Пашков
- Сакмарское благочиние — протоиерей Василий Иванчук
- Саракташское благочиние — иерей Василий Чернов
- Соль-Илецкое благочиние — протоиерей Георгий Абашидзе
- Троицкое благочиние Оренбурга — протоиерей Александр Майоров
- Тюльганское благочиние — иерей Александр Квасов
- Тюремное благочиние — иерей Сергий Чебруков
- Шарлыкское благочиние — протоиерей Анатолий Семенюк

## Монастыри
- Андреевский монастырь в селе Андреевка Саракташского района (мужской)
- Димитриевский монастырь в Оренбурге (мужской)
- Никольский монастырь в селе Новоникольском Александровского района (мужской)
- Успенский монастырь в Оренбурге (женский)